# Главный корпус Томского технологического института
Главный корпус Томского технологического института — памятник архитектуры в историческом районе Елань Томска. Построен в 1896—1900 годах архитектором Фортунатом Гутом по проекту академика архитектуры Роберта Марфельда.
Здание возводилось в составе архитектурного комплекса Томского технологического института Императора Николая II, основанного в 1896 году.
В настоящее время корпус занимает преемник Томского технологического института — Томский политехнический университет.

## История
Открытию Томского технологического института способствовали ряд общественных и политических деятелей, в частности министр финансов императорского правительства Сергей Витте и учёный Дмитрий Менделеев, особенно помогавший в организации химического отделения. Организация Технологического института была оформлена специальным законом «Об учреждении в городе Томске Практического Технологического Института», подписанным императором Николаем II 29 апреля 1896 года. Томский институт стал четвёртым техническим ВУЗом в Российской империи.
Для размещения учебного заведения началось строительство комплекса зданий. Проект здания главного (лекционного) корпуса разработал в 1895—1897 годах в Санкт-Петербурге архитектор Министерства народного просвещения, академик архитектуры Роберт Марфельд. Надзор за строительными работами в Томске, проходившими в 1896—1900 годах, осуществлял гражданский инженер Фортунат Гут.
Торжественная закладка главного корпуса состоялась в июле 1896 года. Проект Роберта Марфельда предполагал возведение трёхэтажного корпуса с подвалом, предназначавшегося прежде всего под размещение лекционных аудиторий на 675 слушателей. При наличии средств планировалось возвести по центру здания дополнительный объём церкви и актового зала с фойе. В 1900 году строительство и отделка интерьеров были завершены.
В 1906—1907 годах к основному объёму корпуса пристроили трёхэтажные объёмы с запада. Пристройки удлинили северное и южное крылья, увеличив учебные площади. 1 февраля 1911 года корпус серьёзно пострадал в пожаре.
В период Великой Отечественной войны здание было отдано под размещение Ленинградского артиллерийско-технического училища зенитной артиллерии.
В настоящее время корпус занимает преемник Томского технологического института — Томский политехнический университет.

## Архитектура
Здание расположено на небольшом естественном возвышении по красной линии проспекта Ленина. Трёхэтажный корпус возведён из кирпича, стены оштукатурены. В плане здание П-образное, вытянуто по главному восточному фасаду с развитием крыльев вглубь земельного участка. Коридорная планировка корпуса характерна для учебных заведений: особенное развитие имеет входной узел с вестибюлем и лестницей.
Композиция главного фасада симметричная, имеет три оси симметрии, акцентированных ризалитами, и 29 осей света. Центральный ризалит решён в три оси света, имеет прямоугольный аттик, выступающий портал входа, состоящий из трёх арочных дверных проёмов. Окна второго этажа прямоугольные, третьего — вытянутые по вертикали с арочными завершениями. Боковые ризалиты также решены в три оси света, завершены аттиками прямоугольной формы. Первый этаж украшен крупной рустикой, второй и третий — более мелкой.
Декоративная обработка фасадов выполнена в стиле эклектики, с использованием ордерных элементов и форм, а также приёмов архитектуры Возрождения и классицизма. Всё здание опоясано междуэтажными карнизами, которые прерываются только на боковых пилонах центрального ризалита. Венчающий карниз украшен дентикулами. Междуоконные проёмы решены в виде лопаток и пилястр. На центральном ризалите боковые пилоны имеют лепные венки с изначально вплетённым изображением эмблемы Томского технологического института (сегодня эмблемы изменены). В части пластической проработки здание отличается тонкой прорисовкой и качественной проработкой деталей. Карнизы, архивольты, обрамления и заполнения окон и дверей имеют сложные профили, в основу которых положены ордерные архитектурные классические обломы. Дворовые фасады декорированы в том же ключе, но с меньшей деталировкой.
Корпус имеет богатую декоративную обработку интерьеров, также выполненную в эклектичной манере, на основе интерпретации архитектурных ордерных композиций. Особенно богато украшены интерьеры вестибюля с лестницей, коридоры, основные зальные помещения и аудитории.